# خوان فراندو
خوان فراندو (کاتالونیایی: Juan Ferrando؛ زادهٔ ۲ ژانویهٔ ۱۹۸۱) مربی فوتبال اهل اسپانیا است.
از تیم‌هایی که وی سرمربی آن بوده میتوان به شریف تیراسپول و گوآ اشاره کرد.